# Collegio uninominale Campania - 05 (2020)
Il collegio elettorale uninominale Campania - 05 è un collegio elettorale uninominale della Repubblica Italiana per l'elezione del Senato della Repubblica.

## Territorio
Come previsto dalla legge n. 51 del 27 maggio 2019, il collegio è stato definito tramite decreto legislativo all'interno della circoscrizione Campania.
È formato dal territorio di 30 comuni della città metropolitana di Napoli: Afragola, Arzano, Bacoli, Barano d'Ischia, Caivano, Calvizzano, Cardito, Casamicciola Terme, Casandrino, Casavatore, Casoria, Crispano, Forio, Frattamaggiore, Frattaminore, Giugliano in Campania, Grumo Nevano, Ischia, Lacco Ameno, Marano di Napoli, Melito di Napoli, Monte di Procida, Mugnano di Napoli, Pozzuoli, Procida, Qualiano, Quarto, Sant'Antimo, Serrara Fontana e Villaricca.
Il collegio è parte del collegio plurinominale Campania - 01.

## Eletti
| Elezione | Elezione | Senatore                  | Partito            |
| -------- | -------- | ------------------------- | ------------------ |
|          | 2022     | Maria Domenica Castellone | Movimento 5 Stelle |

## Dati elettorali

### XIX legislatura
Come previsto dalla legge elettorale, 74 senatori sono eletti con sistema a maggioranza relativa in altrettanti collegi uninominali a turno unico.
| Candidati                                 | Candidati                           | Voti    | %     | Liste                          | Voti    | %     |
| ----------------------------------------- | ----------------------------------- | ------- | ----- | ------------------------------ | ------- | ----- |
|                                           | Maria Domenica Castellone ✔️ Eletto | 156 592 | 44,85 | Movimento 5 Stelle             | 156 592 | 44,85 |
|                                           | Elena Scarlato                      | 102 164 | 29,26 | Fratelli d'Italia              | 50 648  | 14,51 |
| Forza Italia                              | Elena Scarlato                      | 102 164 | 29,26 | 35 324                         | 10,12   |       |
| Lega per Salvini Premier                  | Elena Scarlato                      | 102 164 | 29,26 | 12 576                         | 3,60    |       |
| Noi moderati/Lupi - Toti - Brugnaro - UDC | Elena Scarlato                      | 102 164 | 29,26 | 3 616                          | 1,04    |       |
|                                           | Davide Crippa                       | 62 448  | 17,89 | Partito Democratico-IDP        | 41 368  | 11,85 |
| Alleanza Verdi e Sinistra                 | Davide Crippa                       | 62 448  | 17,89 | 8 436                          | 2,42    |       |
| +Europa                                   | Davide Crippa                       | 62 448  | 17,89 | 7 252                          | 2,08    |       |
| Impegno Civico - Centro Democratico       | Davide Crippa                       | 62 448  | 17,89 | 5 392                          | 1,54    |       |
|                                           | Vittoria Cristiano                  | 13 751  | 3,94  | Azione - Italia Viva - Calenda | 13 751  | 3,94  |
|                                           | Anna Organo                         | 6 468   | 1,85  | Unione Popolare                | 6 468   | 1,85  |
|                                           | Maria Abate                         | 4 857   | 1,39  | Italexit                       | 4 857   | 1,39  |
|                                           | Giuseppe Barra                      | 2 835   | 0,81  | Noi di Centro – Europeisti     | 2 835   | 0,81  |
| Totale                                    | Totale                              | 349 115 | 100   |                                | 349 115 | 100   |
|                                           |                                     |         |       |                                |         |       |
| Voti non validi                           | Voti non validi                     | 11 911  | 3,30  |                                |         |       |
| Votanti                                   | Votanti                             | 361 026 | 49,51 |                                |         |       |
| Elettori                                  | Elettori                            | 729 162 |       |                                |         |       |